# Vigna linearis
Vigna linearis là một loài thực vật có hoa trong họ Đậu. Loài này được (Kunth) Marechal & al. miêu tả khoa học đầu tiên.